# Rudolf Rheinfeldški
Rudolf Rheinfeldški ali Rudof Švabski, švabski vojvoda, nemški protikralj, * okrog 1025; † 15. ali 16. oktober 1080, Hohenmölsen.
Rudolfa, sina uglednih prednikov, je cesarica Agneza, mati in regentka mladoletnega Henrika IV., leta 1057 imenovala za švabskega vojvodo. Dvajset let kasneje so ga nemški knezi, ki niso bili zadovoljni z vladanjem kralja Henrika IV., izvolil za protikralja. Vendar Rudolfu ni uspelo na svojo stran pridobiti večine plemičev. Po treh letih državljanske vojne je bil v boju smrtno ranjen. Umrl je brez pomembnega naslednika.

## Poreklo
Rudolf je bil sin švabskega grofa Kuna Rheinfeldškega. Prvič je bil omenjen v listini cesarja Henrika III. kot grof v Sisgauu pri Rheinfeldnu; grofija se je nahajala ob zgornjem Renu, na meji med Švabsko in Burgundijo. Rodbinska posest je na eni strani segala v Schwarzwald (samostan St. Blasien je bil neke vrste njihov družinski samostan), na drugo stran pa daleč v kraljevino Burgundijo, današnjo zahodni Švico. Rodbina je bila med največjimi burgundskimi plemiški rodbinami. Rudolfove natančne sorodstvene vezi niso jasne. Kot zanesljivo pa velja njegovo sorodstvo s tedaj pravkar izumrlo burgundsko kraljevsko rodbino Rudolfinov. Bil je tudi bratranec lotarinškega vojvode in sorodnik Liudolfinov (Otonov). Vsa ta sorodstva so ga uvrščala med kandidate za visoke položaje, tudi za mesto rimsko-nemškega kralja.

## Politični vzpon
Rudolfov politični vzpon se je začel s smrtjo švabskega vojvode Otona Schweinfurškega (†1057). Cesarica Agneza, ki je po smrti moža Henrika III. vladala v imenu svojega mladoletnega sina Henrika IV., je Rudolfa imenovala za vojvodo Švabske in mu zaupala upravljanje Burgundije. Rudolf je imel podobne poglede kot ona na cerkveno reformo, skupaj sta podpirala samostan sv. Blasien. Imenovanju je nasprotoval grof Berthold Zährinški, češ da mu je vojvodino obljubil že Henrik III. Cesarica je zaplet rešila tako, da je Zährinškemu obljubila naslednjo prosto vojvodino; to je bila nekoliko kasneje vojvodina Koroška.
Da bi okrepil rodbinsko povezavo s Salijci, se je Rudolf zaročil z mladoletno cesarjevo hčerjo Matildo. Kot poroča Frutolf iz Michelsberga, menih in knjižničar v bamberškem samostanu Michelsberg, naj bi Rudolf odpeljal enajstletno Matildo iz samostana konstanškega škofa Rumolda, kamor je bila dana v varstvo. Matilda je naslednje leto umrla (1060). Že leta 1062 pa je Rudolf obnovil sorodstvo s Salijci; poročil se je z Adelajdo (†1079), hčerko savojskega grofa Otona (†1060); njena sestra Berta je bila zaročena z mladoletnim Henrikom IV. (poročena 1066). 

## Nastanek protisalijske opozicije
Regentka cesarica Agneza je bila verna in močno pod vplivom svojih svetovalcev. Mogočni državni knezi so to izkoristili in tedaj dobili velik vpliv na državno politiko. Aprila 1062 je kölnski nadškof Hannon celo organiziral ugrabitev enajstletnega Henrika IV. Ta se je s časom navezal na bremenskega nadškofa Adalberta, ki je kot regent postopoma izpodrinil Hannona. 
Henrik IV. je marca 1065 zavladal samostojno. Za svetovalca je obdržal nadškofa Adalberta, kar pa mnogim državnim knezom, med njimi Rudolfu, ni bilo všeč. Z obtožbami so mladega kralja prisilili, da je nadškofa odslovil z dvora.
Henrik IV. je na Saškem nadaljeval s politiko svojega očeta Henrika III., ki si je prizadeval, da bi z gradnjo mest in s kupovanjem zemlje spremenil Saško v kronsko deželo. Med Henrikovo mladoletnostjo je saško plemstvo v veliki meri uspelo ta proces vrniti v izhodiščno stanje. Poskusi mladega kralja, da bi posesti spet dobil pod svoj nadzor, in gradnja gradov na vzpetinah so proti njemu na Saškem vzpodbudili upor. Z mladim kraljem, ki se je opiral na mlado in nižje plemstvo, so bili nezadovoljni tudi švabski, bavarski in koroški vojvoda in le kraljica-mati Agneza je lahko nekajkrat navidezno zgladila spor med svakoma Rudolfom Švabskim in Henrikom IV. V spopadu s Sasi pri Homburgu ob reki Unstrut (9. junija 1075) so bili vojvode še na kraljevi strani, odtlej pa so se vse bolj oddaljevali od kralja. Potem ko je papež Gregor VII. februarja 1076 izobčil Henrika, se je Rudolf odkrito postavil proti kralju in med nezadovoljnimi knezi postal kandidat za novega nemškega kralja.
Čeprav se je Henrik IV. ponižal in spokorjen od papeža na gradu Canosa dobil odvezo in preklic izobčenja (28. januarja 1077), so nemški knezi (15. marca 1077) v Forchheimu izvolili za novega nemškega (proti)kralja Rudolfa Švabskega. Na volitvah so bili v ospredju cerkveni knezi: nadškofi Mainza, Salzburga in Magdeburga ter škofje Wormsa, Passava, Halberstadta in Würzburga; med posvetnimi knezi so bili prisotni grof Oton Northeimski in vojvode Bertold I. Koroški, Welf I. Bavarski in morda Magnus Saški. 26. marca je mainški nadškof Sigfrid I. Rudolfa v Mainzu kronal za nemškega kralja. A so se morali prisotni na slavju kaj hitro umakniti pred nezadovoljnimi meščani, ki so podpirali Henrika, in tudi nekaterimi škofi, ki so se bali zamenjave. Odšli so na Saško.
Nemčija je bila razdeljena. Rudolf je v svoji matični deželi na jugu sicer imel pristaše, a odločno podporo je imel le na Saškem, Sasov pa ni mogel prepričati, da bi se borili zunaj svoje dežele. Ker se papež po njegovi izvolitvi ni želel opredeliti, so ga začeli zapuščati tudi njegovi prvotni pristaši. Za podporo jim je moral deliti kronske posesti in posesti cerkve. Henrikovi pristaši in duhovništvo so ga obdolževali častihlepja, izdajstva, neupoštevanja božje volje. Kljub temu je bil kralju nevaren tekmec. Naslednja tri leta (1077-80) se je v Nemčiji odvijala državljanska vojna.

## Državljanska vojna
1. maja se je Henrik IV. pojavil v Regensburgu. Bavarci so ga z odobravanjem sprejeli in mu tudi naslednje leto nudil podporo. Bavarsko plemstvo mu je bilo večinoma naklonjeno, zlasti potem, ko je na državnem zboru v Ulmu trem upornim vojvodom (Rudolfu Švabskemu, Bertoldu I. Koroškemu in Welfu I. Bavarskemu) odvzel njihove vojvodine in Švabsko dodeli palatinskemu grofu Frideriku Bürenskemu, začetniku rodbine Štaufovcev, Koroško Liutoldu Eppensteinskemu, Bavarsko pa je obdržal zase.
Konec julija 1077 se je Rudolf z vojsko pojavil pred Würzburgom, Henriku zvestim mestom; vojski sta se prvič srečali ob spodnjem Neckarju, vsaka na svoji strani reke, a se nista spopadli.
Leta 1078 je prišlo do pustošenja švabskih in frankovskih pokrajin. Poleti se je Henrik IV. znašel v nevarnem položaju; od Rena je proti severu prihajala Rudolfu in Sasom v pomoč vojska odstavljenih vojvod Bertolda I. in Welfa I. Pred združitvijo obeh uporniških vojska je Henrik napadel Rudolfovo vojsko pri Melrichstadtu ob reki Streu. Spopad se je po zaslugi Otona Nordheimskega sicer izšel v korist upornikov, a Henrik je vendarle dosegel svoj namen: preprečil je združitev sovražnih vojska. Bertold in Welf sta med tem ob Neckarju uničila vojsko 12.000 kmetov, ki jih je oborožil Henrik. Konec leta je Rudolf hudo zbolel, mislili so že na smrt. Henriku so se pridružili novi Rudolfovi pristaši in že je zgledalo, da bo dobil Saško brez boja. A njegova glavna nasprotnika, Oton Northeimski in Welf I. sta vztrajala v odporu.
Spomladi 1079 je vojska Rudolfovih saških pristašev presenetila Henrika, ki se je zadrževal v pfalci v Fritzlarju. Henriku je uspelo pobegniti, napadalci pa so mesto zavzeli in ga razrušili. Spopadi so bili v tem letu zelo intenzivni zlasti na Švabskem, kjer sta se spopadali: na kraljevi strani vojska novega švabskega vojvode Friderika in na strani upornikov vojska Bertholda II. Zährinškega, ki je nasledil umrlega očeta. Propadli so vsi, tudi papeževi poskusi sprave.
27. januarja 1080 je prišlo do ponovnega velikega spopada, to pot pri Flarchheimu na severozahodu Turingije. Henrik je sestavil vojsko iz bavarskih, čeških, frankovskih, švabskih in burgundskih čet. Na poti je opustošil ozemlje mainškega nadškofa Sigfrida I. in izobčil iz pravnega reda njega in njegove pristaše. Na Rudolfovi strani so se borili pretežno Sasi. Posrečilo se jim je izvleči zmago, ponovno po zaslugi Otona Northeimskega.
Papež Gregor VII. je že dolgo kazal simpatije do Rudolfa, vzpodbujal nemške kneze, naj se nekako spravijo med seboj, toda sam ni hotel odločati o kralju. 7. marca 1080 pa je na postni sinodi na Lateranu vendarle priznal za nemškega kralja Rudolfa Švabskega, Henrika IV. pa je ponovno izobčil.
Toda za Rudolfa je prišla odločitev prepozno. Njegovo območje oblasti je bilo skrčeno na Saško (zasmehljivo so ga imenovali rex Saxonum). Večina nemškega plemstva je bila na Henrikovi strani. Boji so potekali še na Saškem. Odločilna je bila bitka 15. oktobra 1080 v Turingiji ob Belem Elstru (pri Hohenmölsnu). Zgledalo je že, da je zmagala Rudolfova vojska. Henrik je moral bežati in tudi drugi deli njegove vojske so bili v hudih težavah. Toda Rudolf je bi v boju smrtno ranjen, eden od Henrikovih vitezov mu je odsekal desno roko in mu zadal smrtno rano v trebuh. Umrl je ta ali naslednji dan. Henrik je bil rešen glavnega nasprotnika.
Po Rudolfovi smrti se je upor predvsem po zaslugi vztrajnega Welfa I. in novo izvoljenega protikralja Hermann Salmskega v manjšem obsegu še nadaljeval do Hermanove smrti leta 1088.

## Družina
S prvo ženo Matildo (†1060), hčerko cesarja Henrika III., Rudolf ni imel otrok.
Rudolf je imel z drugo ženo Adelajdo (†1079), hčerko savojskega grofa Otona (†1060), najmanj 4, morda 5 otrok:
- Agneza ∞ Bertold II. Zährinški
- Adelajda ∞ ogrski kralj Ladislav I.
- Berta ∞ Ulrik X., grof Bregenza
- Oton (umrl mlad)
- Bertold, očetov naslednik (identiteta njegove matere je vprašljiva)